# Ману річковий
Ману́ річковий (Cercomacra ferdinandi) — вид горобцеподібних птахів родини сорокушових (Thamnophilidae). Ендемік Бразилії. Вид був названий на честь Фердинанда I, царя Болгарії.

## Опис
Довжина птаха становить 16 см. Самець вугільно-чорний, на спині біла плямка, на крилах і хвості білі плями. Самиця сіра, горло і груди поцятковані білими плямками.

## Поширення й екологія
Річкові ману мешкають на берегах річки Арагуая від острова Бананал до Арагуантіса, на берегах річки Токантінс від Палмейранті до Бабасуландії, а також на берегах невеликих приток цих двох річок. Вони живуть у варзейських лісах.

## Збереження
МСОП вважає стан збереження цього виду близьким до загрозливого. Йому загрожує знищення природного середовища.